# Ciro in Babilonia
Cyrus à Babylone

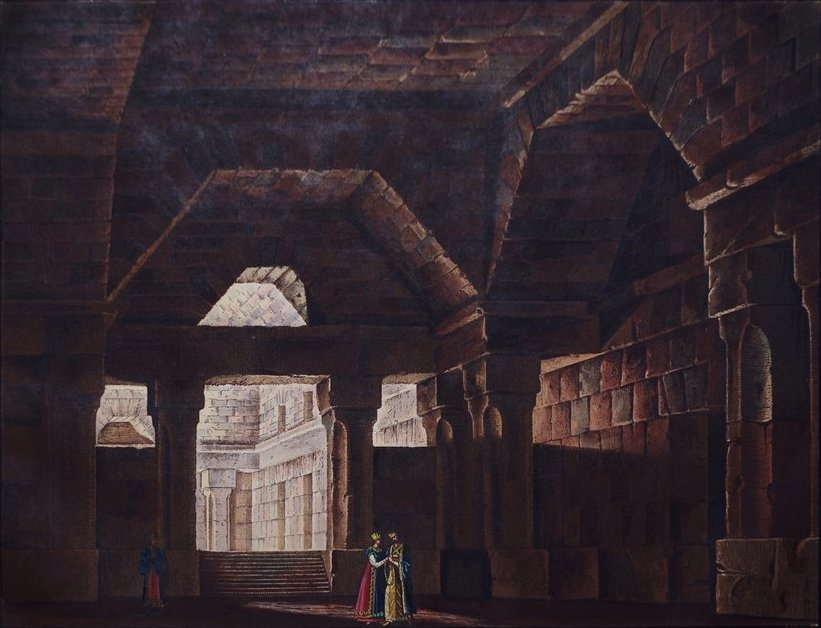
Décor pour l'acte II de Ciro in Babilonia à La Scala de Milan en 1818

Ciro in Babilonia ossia La caduta di Baldassare (Cyrus à Babylone ou la Chute de Balthazar) est un drame lyrique (azione sacra) avec chœurs de Gioachino Rossini, en deux actes sur un livret de Francesco Avanti, créé au Teatro Comunale de Ferrare, le 14 mars 1812, à l'occasion du Carême.

## Personnages
Ciro (Cyrus), roi de Perse ; Baldassare (Balthazar) roi de Babylone ; Amira, épouse de Cyrus enlevée par Balthazar qui la retient captive ; Argene, confidente d'Amira ; Zambri prince babylonien ; Arbace général en chef babylonien ; Daniele (le prophète Daniel).

## Rôles
| Rôle                                             | Voix          | Distribution, le 14(?) mars 1812 (Chef: - ) |
| ------------------------------------------------ | ------------- | ------------------------------------------- |
| Baldassare, Roi d'Assyrie                        | ténor         | Eliodoro Bianchi                            |
| Ciro, Roi de Perse                               | contralto     | Marietta Marcolini                          |
| Amira, épouse de Ciro, prisonnière de Baldassare | soprano       | Elisabetta Manfredini-Guarmani              |
| Argene, confidente d'Amira                       | mezzo-soprano | Anna Savinelli                              |
| Zambri, prince babylonien                        | basse         | Giovanni Layner                             |
| Arbace, général en chef babylonien               | ténor         | Francesco Savinelli                         |
| Daniello, prophète                               | basse         | Giovanni Fraschi                            |

## Intrigue
Elle s'inspire de l'épisode biblique du festin de Balthazar, au cours duquel le roi voit une main mystérieuse tracer trois mots sur le mur. Le prophète Daniel expliquera ceux-ci : Balthazar, coupable d'avoir adoré des idoles païennes et fait montre de cruauté et d'injustice a été condamné par Jéhovah, le seul vrai Dieu ; il mourra le soir même et son empire passera aux mains de Cyrus.
Sur cette trame, le librettiste a imaginé que Cyrus, se faisant passer pour son propre ambassadeur, est venu à Babylone, dans l'espoir de reprendre sa femme et son fils que Balthazar retient captifs. Démasqué et condamné à mort avec les siens, il sera délivré par la chute et la mort de l'impie.

## Structure de l'opéra
- Ouverture

### Acte 1
- 1 Introduction Di Babilonia i popoli (Chœur, Zambri, Baldassare)
- 2 Duo T'arrendi, alfin dipende (Baldassare, Amira)
- 3 Chœur et cavatine Veh come pallido - Ciro infelice! (Ciro)
- 4 Aria Avrai tu pur vendetta (Arbace)
- 5 Aria Vorrei veder lo sposo (Amira)
- 6 Final du premier acte Guardie, olà! (Baldassare, Zambri, Ciro, Amira, Chœur)

### Acte 2
- 7 Introduction Sì bell'alma soccorrete (Chœur)
- 8 Scène, duo et trio Nello stringerti al mio petto (Ciro, Amira, Baldassare)
- 9 Chœur Intorno fumino
- 10 Récitatif et scène Daniello io son (Daniele)
- 11 Cavatine avec chœur Misero me, che intesi! (Baldassare)
- 12 Aria Deh, per me non v'affliggete (Amira)
- 13 Aria Chi disprezza gl'infelici (Argene)
- 14 Chœur, scène et aria T'abbraccio, ti stringo (Ciro, Chœur)
- 15 Final du second acte Al vincitor clemente (Chœur, Ciro, Amira, Zambri)

## Instrumentation
La partition de Rossini comporte:
- 2 flûtes (II. également piccolo), 2 hautbois, 2 clarinettes, 2 bassons
- 2 cors, 2 trompettes, trombone
- timbales
- cordes

Les récitatifs secs sont accompagnés au piano (au violoncelle et à la contrebasse ad libitum).

## La musique
Cyrus à Babylone est la dernière composition de Rossini à se rattacher au genre de l'opera seria qui a connu son apogée au siècle précédent : longs recitativi secchi, accompagnés seulement au clavecin, airs solennels de solistes. En 1812, Rossini en est encore à ses débuts.

## Enregistrements
| Année | Distribution: Baldassare, Ciro, Amira, Argene                           | Conductor, Opéra et Orchestre | Label                                                                            |
| ----- | ----------------------------------------------------------------------- | --- | -------------------------------------------------------------------------------- |
| 1988  | Ernesto Palacio, Caterina Calvi, Daniela Dessi, Oriana Ferraris         | Carlo Rizzi, Orchestra Sinfonica di Sanremo et Coro Francesco Cilea di Reggio (Enregistrement d'une représentation au Teatro Chiabrera, Savona, 30 octobre)              | Audio CD: Hunt, Cat: 105; Arkadia, Cat: CDAK 105.2; Celestial Audio, Cat: CA 502 |
| 2004  | Riccardo Botta, Annarita Gemmabella, Luisa Islam-Ali-Zade, Maria Soulis | Antonino Fogliani, Württembergische Philharmonie Orchestra et ARS Brunensis Chamber Choir (Enregistrement de 3 représentations au Wildbad Festival, juillet)             | Audio CD: Naxos Records Cat: 8.660203/4                                          |
| 2008  | Cyril Auvity, Nora Gubisch, Elena de la Merced, Sophie Daneman          | Jean-Claude Malgoire, La Grande Écurie et la Chambre du Roy et Chœur de chambre de Namur (Enregistrement d'une représentation au Théâtre des Champs-Élysées, 12 janvier) | Audio CD: Premiere Opera Cat: ??                                                 |

## Destinée de l’œuvre
Cyrus à Babylone, après avoir connu plusieurs représentations du vivant de l'auteur, tomba ensuite dans un oubli presque total. Le Kobbé n'en fait pas mention.
Cette œuvre a été reprise le 10 août 2012, au festival Rossini de Pesaro (ville natale de l'auteur) avec dans le rôle de Cyrus, qui exige un registre étendu de contralto, la cantatrice polonaise Ewa Podleś . La mise en scène s'est inspirée  des peplums du cinéma muet des années 1910, notamment Cabiria de Giovanni Pastrone et Intolerance de D.W. Griffith (ce dernier film contient une séquence consacrée au "Festin de Balthazar").